# Inge Ginsberg
Inge Ginsberg (Viena, 27 de enero de 1922 - Zúrich, 20 de julio de 2021) fue una periodista, escritora, compositora y cantante austríaca.

## Biografía

### Primeros años y Segunda Guerra Mundial

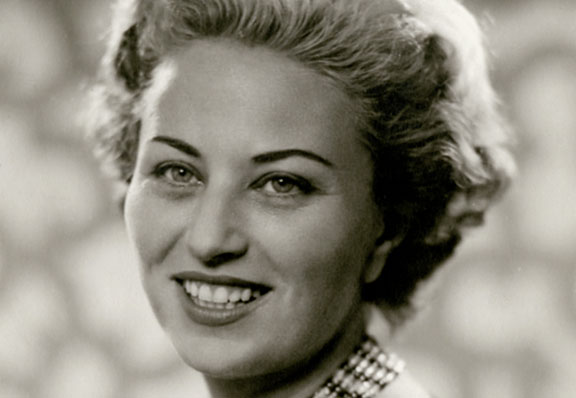
Ginsberg en 1960

Ginsberg nació en Viena en 1922. Durante la Segunda Guerra Mundial se vio obligada a huir constantemente para no ser llevada a un campo de concentración. Tras un viaje fallido a Cuba, ingresó con su familia en un campo de refugiados en Adliswil, Suiza. Años después se casó con el pianista Otto Kollmann, con quien trabajó como espía para el servicio secreto estadounidense Office of Strategic Services.

### Carrera musical y periodística
A mediados de la década de 1950 se mudó con su esposo a los Estados Unidos para trabajar como compositora de Capitol Records. Aunque tuvo la oportunidad de colaborar con grandes nombres de la música como Doris Day o Nat King Cole, decidió regresar a Europa, donde inició una carrera como periodista con el semanario Die Weltwoche. En 1960 se casó con Hans Kruger, magnate del sector hotelero. En la década de 1970 se casó con un emigrante judío llamado Kurt Ginsberg y estuvo viviendo algunos años en Ecuador e Israel.

### Últimos años y fallecimiento
Tras el fallecimiento de su tercer esposo en 1999, Ginsberg regresó a Suiza, donde retomó su carrera musical. A comienzos de la década de 2010, cuando ya contaba con 93 años de edad, se convirtió en la cantante de la banda de heavy metal Tritone Kings, hecho que la llevó a ser conocida internacionalmente como «Metal Grandma». En 2018 The New York Times dedicó un documental a su vida y obra, titulado Death Metal Grandma. En la misma década escribió algunos libros de poesía y memorias.
Ginsberg falleció el 20 de julio de 2021 en Zúrich a raíz de un fallo cardíaco a los 99 años.